# Ålagyl, Småland
Ålagyl är en sjö i Älmhults kommun i Småland och ingår i Skräbeåns huvudavrinningsområde.